# Кошиць Олександр Антонович
Олекса́ндр Анто́нович Ко́шиць (Порай-Кошиць) (31 серпня (12 вересня) 1875, Ромашки, Канівський повіт, Київська губернія, Російська імперія (нині Обухівський район, Київська область, Україна) — 21 вересня 1944, Вінніпег, Манітоба, Канада) — український хоровий диригент, композитор, етнограф та письменник-мемуарист.

## Життєпис

### Походження

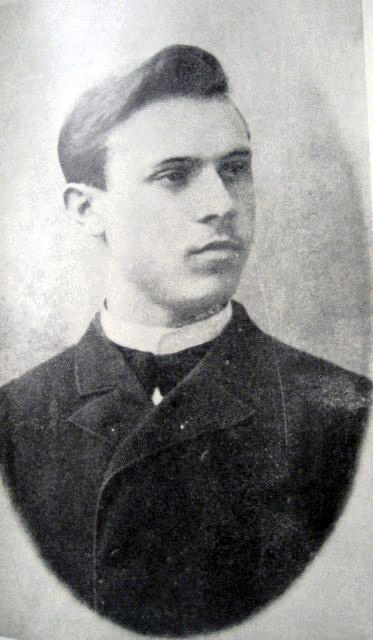
Олександр Кошиць, 1895

Належав до старої священничої родини: батько Антін Гнатович Кошиць гербу Порай — священник, мати — Євдокія Михайлівна, з роду Маяковських. Олександр мав 8 братів та сестер. Його брат Федір Антонович Кошиць народився 4 вересня, охрещений був 10 вересня 1872 року (за старим стилем) в церкві Покрова Пресвятої Богородиці в с. Ромашки Трактомирівської волості Канівського повіту Київської губернії .
Олександр Антонович Кошиць народився 30 серпня, охрещений був 1 жовтня 1875 року (за старим стилем) в церкві Покрова Пресвятої Богородиці в с. Ромашки Трактомирівської волості Канівського повіту Київської губернії .
З 1861 по 1877 роки його батько був священником церкви Покрова Пресвятої Богородиці в с. Ромашки. У 1877 році батько переїхав на нову парафію поруч із Шевченковою Кирилівкою — у село Тарасівку Звенигородського повіту. Свого часу Тарас Шевченко наймитував у його далекого родича священника Григорія Кошиця, а згодом, коли вже був вільним художником (1845), — безуспішно сватався до його дочки Феодосії (Тодосі). Сам Олександр добре знав племінника Тараса — Петра Шевченка, і дружив з його сином Григорієм. У своїх «Спогадах», які видані в Канаді та в наші дні — в Україні, Олександр Антонович писав, що
| «Шевченко в їх селі знався і мислився, як щось своє, недавнє, майже сучасне». |

### Навчання й учителювання

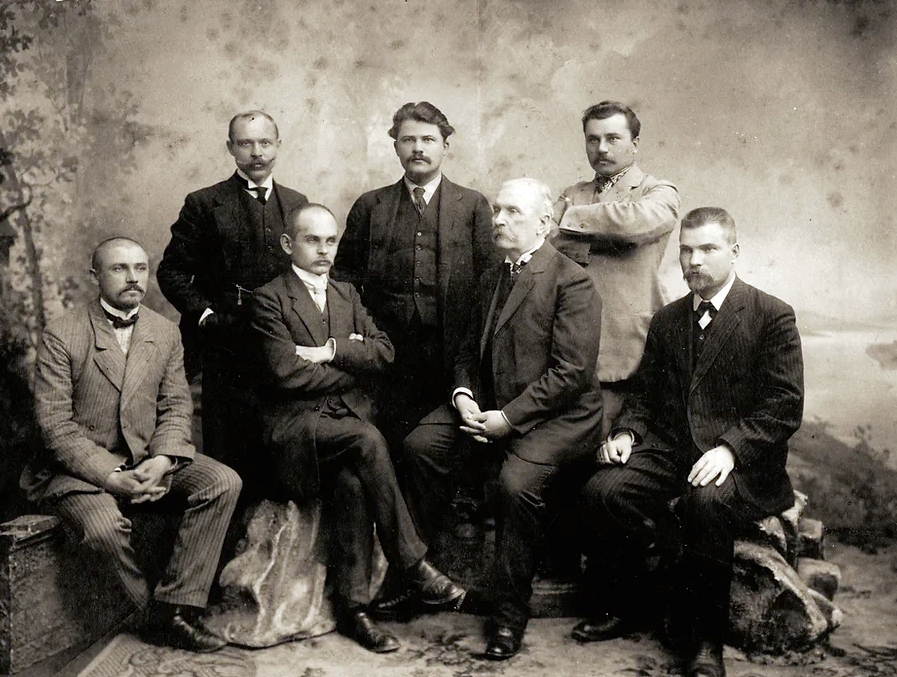
Українські діячі хорової справи, 1910-12 рр. Сидять: Арсен Бакалінський, Кирило Стеценко, Микола Лисенко, Яків Гулак-Артемовський; стоять: Олександр Кошиць, Олександр Коваленко, К. Гончар.

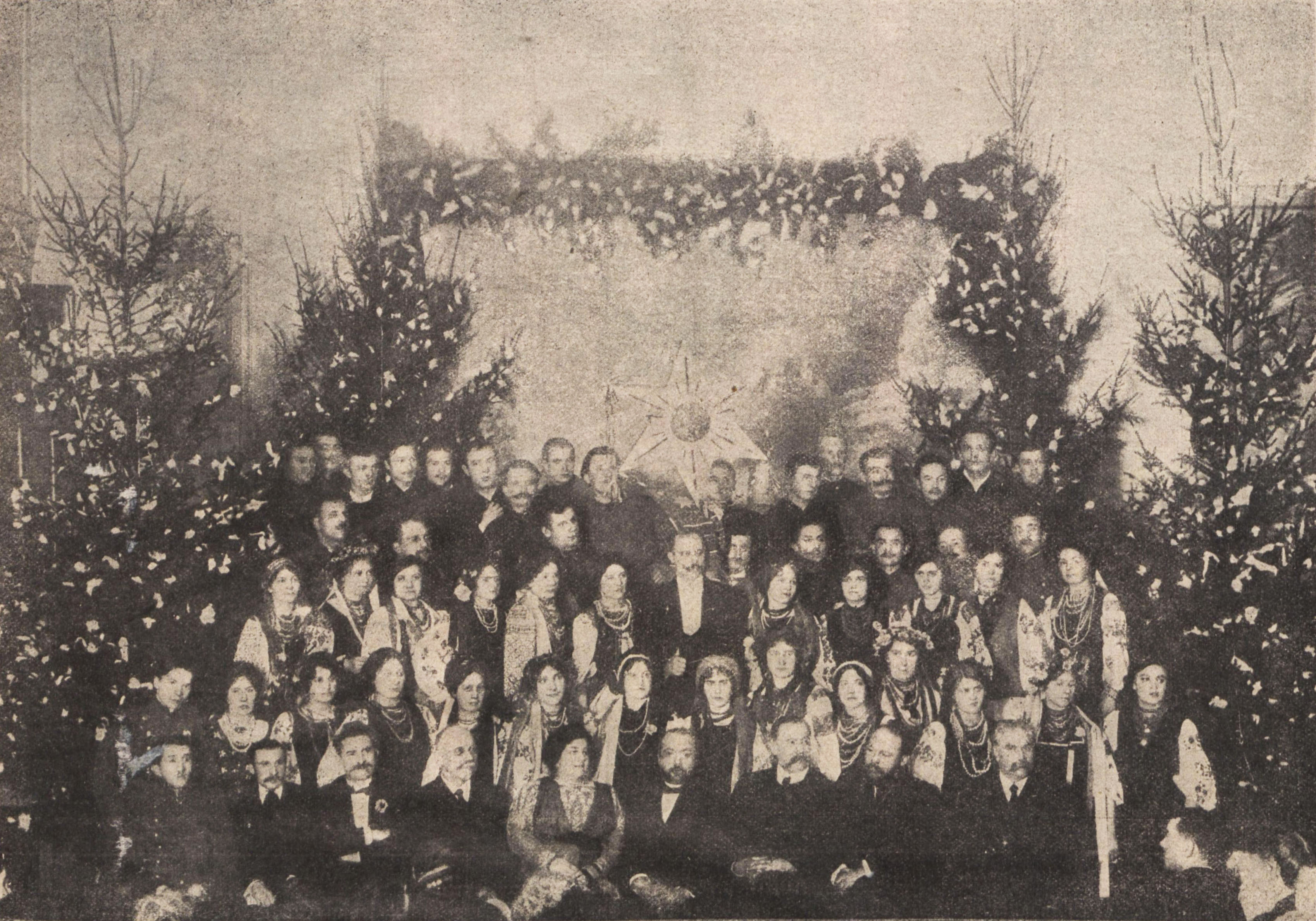
Змішаний хор студентів Київського університету і слухачок вищих жіночих курсів під керівництвом Олександра Кошиця (в центрі). Київ, 1914

У 1884 році вступив до єпархіальної бурси в Богуславі, у 1890 році перейшов до Київської духовної академії, де одержав Диплом академії і вчений ступінь кандидата богослів'я у 1901 році. Працював учителем у 1902 році на Кавказі у Духовній жіночій гімназії в Ставрополі, а потім — викладачем історії в Учительськім інституті.
У 1903–1905 роках збирав і записував козацькі пісні на Кубані, які згодом опублікував у збірці «500 кубанських народних пісень».

### Диригентство

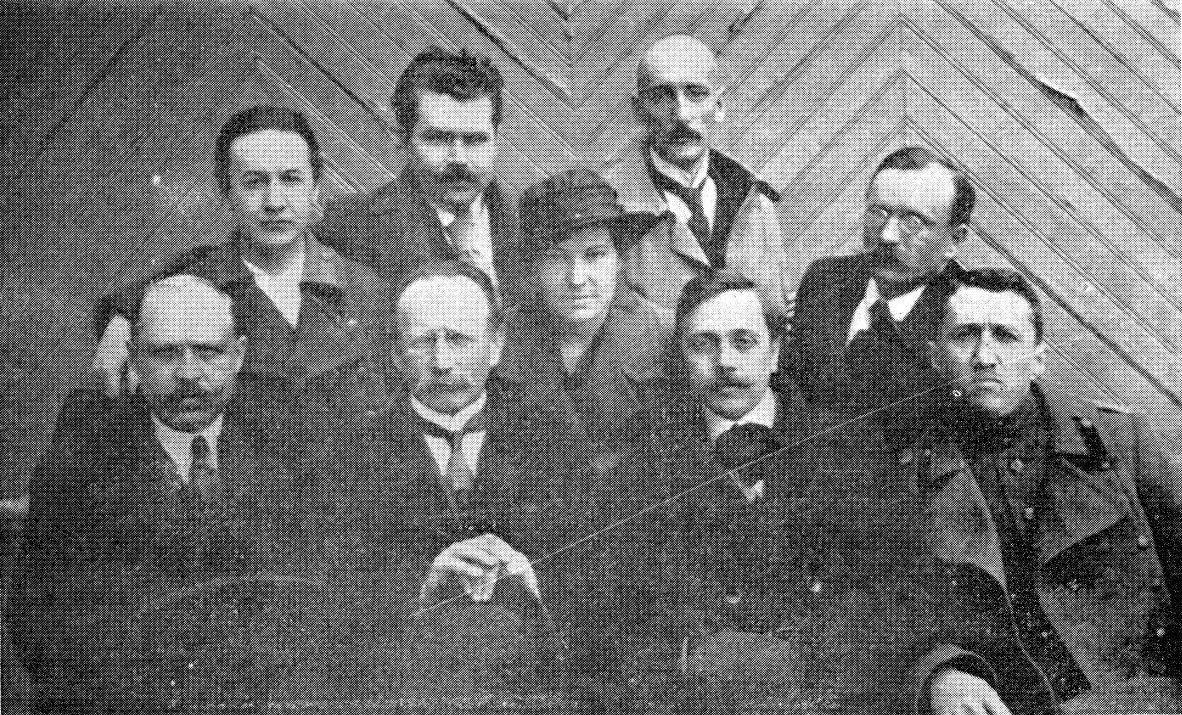
Олександр Кошиць — диригент Київської опери (крайній зліва), Тетяна Георгієвська (у центрі), 1916

Після повернення до Києва у 1904 році вчителював у різних гімназіях, керував хорами Духовної школи, Школи сліпих, Комерційної школи, хором студентів Університету святого Володимира. Згодом перейшов на роботу до Музично-драматичної школи Миколи Лисенка, вів клас хорового співу та одночасно студіював композицію у професора Григорія Любомирського.
З 1911 року дирекція Імператорського музичного училища запропонувала йому вести клас хорового співу в училищі, а пізніше — в консерваторії. У 1912 році Микола Садовський запросив Олександра Кошиця на посаду диригента свого театру, де він ставить опери Миколи Лисенка, Дениса Січинського, П'єтро Масканьї та ін., пише музику до п'єс «Дай серцю волю, заведе в неволю» Марка Кропивницького, «Казка старого млина» Спиридона Черкасенка та ін..
У 1916–1917 роках — хормейстер та диригент Київської опери .
У 1917 році Українська Центральна Рада покликала його до Музичної Театральної Комісії, яка була зародком пізнішого Міністерства Мистецтв України. За часів Директорії УНР, спільно з Кирилом Стеценком, став співорганізатором Української республіканської капели, з якою, за дорученням Симона Петлюри, відбув у концертову подорож Західною Європою й Америкою. Цей колектив, на той момент найкращий в Україні, засобами мистецтва інформував світ про боротьбу українського народу за незалежність. Після падіння УНР Кошиць уже не зміг повернутися з хором до України.

### Світові гастролі

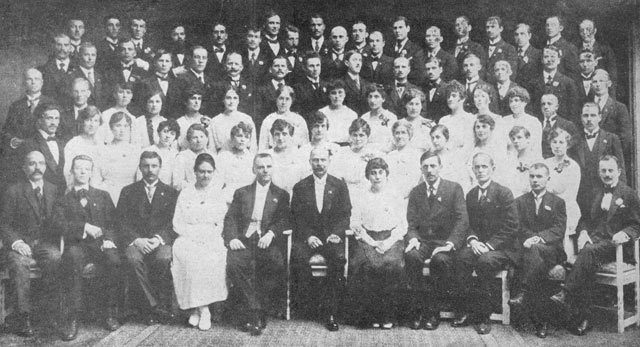
Під час виступів Республіканської капели у Празі, 1919

Українська республіканська капела Олександра Кошиця успішно гастролювала європейськими столицями: їй з 1919 року аплодували Чехословаччина, Австрія, Швейцарія, Франція, Бельгія, Нідерланди, Велика Британія, Німеччина, Польща, Іспанія.
У 1922 році зі своїм хором виїхав у турне до Америки, де користувався ще більшим успіхом, ніж у Європі. Хор завоював і грандіозну славу в США, Аргентині, Уругваї, Бразилії; визначною подією був виступ хору Кошиця в Карнеґі-холі, в Нью-Йорку, 1922 року, де вперше був виконаний «Щедрик» М. Леонтовича, який став популярним у всьому світі; з великим успіхом він концертував між роками (1923–1924) в Канаді, Кубі, Мексиці, Флориді, Каліфорнії. Існує припущення, що у 1929 році Джордж Гершвін почув у виконанні хору Кошиця колискову «Ой ходить сон коло вікон…» (Кошиць здійснив хорову обробку фортепіанної мініатюри Василя Барвінського), і мелодія цієї пісні лягла в основу арії Summertime з опери «Поргі та Бесс»; ця арія згодом стала одним з найпопулярніших джазових стандартів.
| «Нема на світі нікого іншого, хто б у такій високій майстерній мірі, як Кошиць, посідав мистецтво трактувати хор, як музичний інструмент або оркестр, з якого він з безмежним артизмом уміє видобути всі звукові проміння», |
 — писала швейцарська газета «Basler Anzeiger» 14 жовтня 1919 року.

### Успіх та життя за кордоном

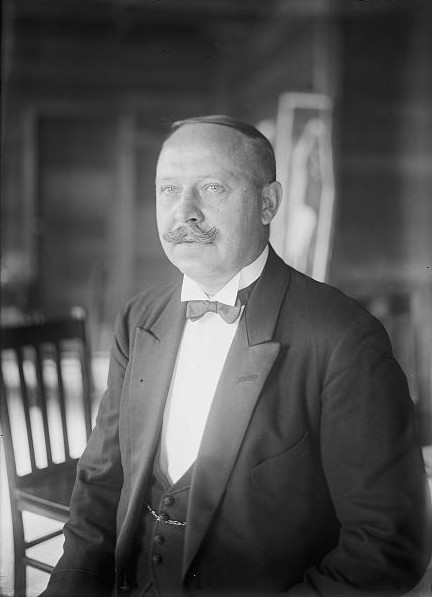
Олександр Кошиць

У 1926 році оселився в Нью-Йорку, працював у США та Канаді над вихованням нових диригентів: провадив музичні курси для диригентів тощо. Писав церковні твори (5 літургій, окремі співи), переобробляв народні пісні. У Нью-Йорку продовжував популяризувати українську музику своїми композиціями, аранжуваннями та грамофонними записами — і музичне видавництво «Вітмарк і син» видало масовим тиражем переклади англійською мовою сорок двох українських народних пісень в обробці Олександра Кошиця.
Попри тріумфи в Європі, США, Мексиці, Кубі, Бразилії, Канаді, Кошиця все частіше мучила нестерпна ностальгія, тривожили звістки з батьківщини. Своїм друзям Беневським писав: 
| «Єдина моя надія, що держить мене на землі і дає сили жити, — це бути перед смертю дома, побачити милих друзів, мій дорогий Київ, мою Україну». |
На жаль чи на щастя, бюрократична система узгоджень розтягувала такі процедури на роки. Востаннє 1928 року надійшло повідомлення, що його кандидатуру на повернення в Україну не затверджено. Кошиць дуже болісно сприйняв цей удар. Уже пізніше, у Вінніпезі упорядкував щоденникові записи «З піснею через світ» (видруковані посмертно) та написав «Спогади», інтенсивно працював над репертуаром віршового звукозапису.

Мавзолейна плита Олександра Кошиця

### Смерть
Помер 21 вересня 1944 року в місті Вінніпеґ. Близько 5 тисяч українців прийшли попрощатися з великим Маестро. Похорон був подібний до всенародної жалібної демонстрації, а тіло (як і, згодом, його дружини Тетяни Кошиць-Георгієвської, 1892–1966) упокоїлося у мавзолеї вінніпезького цвинтаря «Ґлен-Іден» (англ. Glen Eden), де зазвичай ховають визначних православних канадців українського походження.

## Музична спадщина
Посмертно залишив подвійну музичну спадщину. Його особистий і музичний архів здепоновано в Осередку української культури й освіти, де його дружина, учителька співу за професією та фольклористка за особистим зацікавленням, була кураторкою.
Справив таке враження на свідомості деяких своїх студентів-хористів, що вони перебрали на себе й продовжували його хорово-музичну місію, ставши диригентами Хору імені О. Кошиця та пропагандистами українського хорового мистецтва. Творча діяльність О. Кошиця та Хору його імені піднесли імідж української культури в Канаді.
Дружина Олександра Кошиця Тетяна Омелянівна Георгієвська (1892—1966), також родом з України, з Вінниці, колишня хористка Кошиця в київські роки, незмінна учасниця усіх складів Українського хору в часи всесвітніх гастролей. Тетяна Омелянівна після смерті Олександра Кошиця передала його архів Осередкові української культури та освіти у Вінніпезі, й з 1948 року до останніх своїх днів була його директором, а також членом редакційної групи з видання «Спогадів» та «Щоденників», опікункою хору імені Кошиця.

## Пам'ять на Батьківщині

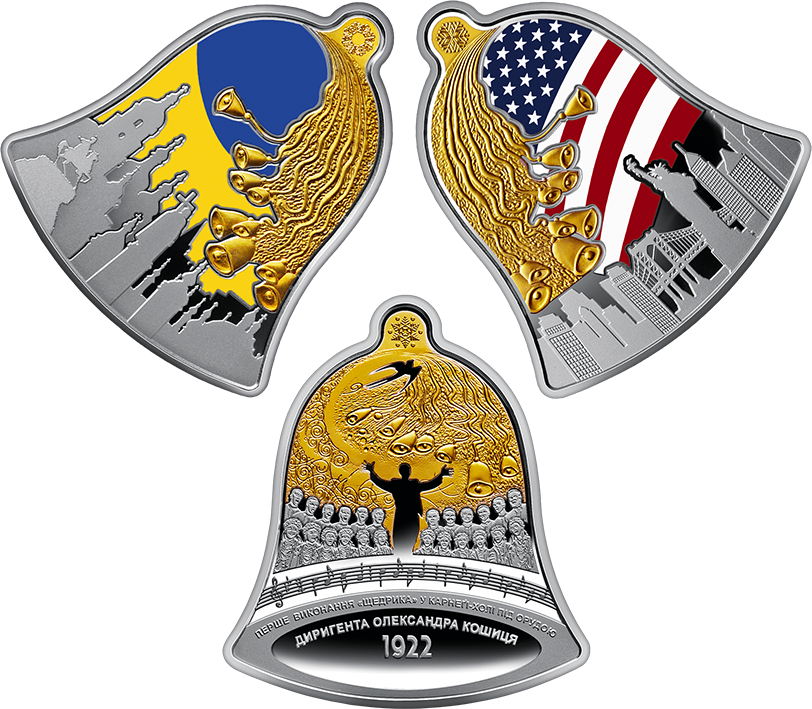
Набір монет «Щедрик — колядка дзвонів», присвячений 100-річному ювілею першого виконання «Щедрика» в Карнеґі-холі

В Україні Кошиця вшановують за внесок у розвиток національної культури та за її поширення за кордоном. Шанувальники творчості вважали його генієм як за життя, так і тепер: іноді історики та мистецтвознавці Черкащини вважають, що їхня земля подарувала світові дві неповторні особистості — Шевченка та Кошиця. Першого знають усі; другого — переважно за кордоном.
Для увічнення пам'яті Олександра Кошиця в Тарасівці (Черкаська область) відкрито меморіальну стелу.
В Україні перевидано праці диригента: «Спогади» та «З піснею через світ». У 2007 році видавництво «Музична Україна» випустило у світ книжку Михайла Головащенка «Феномен Олександра Кошиця».
Глибоко шанують пам'ять Олександра Кошиця в Богуславі, де вчився Кошиць: є вулиця його імені (як і в Києві, Львові та Каневі). У Києві діє музей Олександра Кошиця — в приміщені СШ № 296, розташованої на вулиці, що носить ім'я диригента.
Хорова капела Богуславського педагогічного училища під керівництвом заслуженого діяча мистецтв України Олексія Юзефовича, носить ім'я Олександра Кошиця. Капела, яка широко популяризує його твори — лавреат двох Всеукраїнських конкурсів хорового мистецтва імені Леонтовича, міжнародних фестивалів української духової музики.
Знаменитому композиторові присвячено одну з вітрин Музею однієї вулиці. Змінив декілька адрес на Андріївському узвозі (№ 8 у 1893–1894 роках, потім № 20, № 32 та № 22, де у 1905–1907 роках проживав у Івана Йосиповича Шатрова). Одними з найцінніших експонатів цієї вітрини є особисті автографи та ноти митця, портрети корифеїв українського театру, з якими працював композитор, зокрема Панаса Саксаганського у ролі Голохвастова, а також фотографії капели Олександра Кошиця періоду закордонних гастролей.
Про видатного музиканта, як представника української діаспори, розповідається в експозиції Музею культурної спадщини в Києві.
Постановою № 184-VIII Верховної Ради України від 11 лютого 2015 року відзначалося на державному рівні 140 років з дня народження Олександра Кошиця.

## Музей Кошиця
12 вересня 2000 року до 125-ліття від дня народження О. Кошиця в Києві відкрили єдиний в Україні музей Олександра Кошиця — в приміщені СШ № 296, на вулиці, що носить ім'я диригента. Ініціаторкою створення та першою директоркою музею стала освітянка Літвінова Світлана Миколаївна, згодом — почесна громадянка Києва. «Відкриття шкільного музею — подія державної ваги, — сказав голова Дарницької райдержадміністрації Микола Кирилюк. — І нам удвічі приємніше, що це перший музей, перша наша ластівка в Україні. Тепер усі, хто цікавиться історією України та її столиці, зможуть дізнатися, ім'я якого великого українця має одна з вулиць нашого району!».
У школі працює гурток юних краєзнавців під керівництвом досвідченого вчителя історії Г. Ф. Зорівчак, налагоджено зв'язки з державними музеями Києва, Канева, Богуслава, м. Бережани Тернопільської області, учнями СШ № 124 м. Москви та зі шкільними краєзнавцями с. Тарасівки Черкаської області.
Матеріали для експозиції надійшли від нащадків роду Кошиців, які проживають у Києві, Боярці, від знаних в Україні мистецтвознавців — М. Головащенка та Л. Пархоменко, від хору ім. О. Кошиця Богуславського коледжу, від хору імені О. Кошиця з м. Вінніпеґ (Канада), із села Тарасівки, де мешкала сім'я Кошиців, з музею Богдана Лепкого у Бережанах Тернопільської області тощо.

## Інші пам'ятні заходи
У рамках Урядової програми Року України в Російській Федерації делегація від музею побувала на III Всеукраїнському фестивалі-конкурсі українських хорових колективів ім. Кошиця, який проходив в Москві. Делегація привезла багато унікальних матеріалів для поповнення музею.[джерело?]
З нагоди відзначення знаменної дати в Києві організовується проведення фестивалю-конкурсу українських хорових колективів ім. Кошиця за сприяння Міністра культури України та за ініціативи завідувача кафедри хорового диригування Державної Музичної Академії П. Лащенка.
На вулиці Кошиця в Києві за сприяння Дарницької держадміністрації планують відкрити погруддя композитора.